# Leverplattmal
Leverplattmal, Levipalpus hepatariella är en fjärilsart som beskrevs av Friederike Lienig och Philipp Christoph Zeller 1846. Leverplattmal ingår i släktet Levipalpus. Enligt Artfakta ingår släktet Levipalpus i familjen plattmalar, Depressariidae, men enligt Catalogue of Life är tillhörigheten istället familjen praktmalar, Oecophorida, och enligt Lepindex (NHM) är tillhörigheten gräsmalar, Elachistidae. Enligt den svenska rödlistan är arten sårbar , VU, i Sverige Enligt den finländska rödlistan är arten starkt hotad, EN,  i Finland. Artens livsmiljö är torra och karga åsmoar. Inga underarter finns listade i Catalogue of Life.